# SAS의 브르타뉴 활동
SAS의 브르타뉴 활동은 제2차 세계 대전 중, 1944년 6월 5일에서 6일 밤 사이부터 프랑스 SAS 병력에 의해 브르타뉴 지역에서 수행된 작전이었다. 이 작전은 오버로드 작전을 지원하기 위한 것이었다. 이들 코만도 부대의 목표는 브르타뉴에 주둔하던 독일군이 새로 열린 노르망디 전선으로 합류하는 것을 저지하는 것이었다. 이들은 오버로드 작전을 통해 프랑스 본토에 투입된 최초의 연합군 병력 중 하나였다. 이 작전은 연합군의 진격으로 1944년 8월 브르타뉴 대부분이 해방되면서 종료되었으며, 브레스트, 로리앙, 생나제르 등의 항구는 작전이 종료된 이후에도 독일군이 점령하고 있었다. 

## 배경
1942년 1월, 이집트에서 SAS의 창설자이자 지휘관인 영국군 스털링 소령은 자신의 부대인 SAS 여단의 L 분견대에 자유 프랑스군 소속의 제1공수보병중대(1re Compagnie d'Infanterie de l'Air)의 베르제 대위 휘하 낙하산 부대를 편입시켰다. 이 병사들은 이후 크레타, 리비아, 튀니지 등지에서 추축국군을 괴롭히고 파괴공작 임무를 수행하는 임무를 맡았다. 1943년 4월 영국 본토로 귀환한 이들은 마침내 그해 11월 두 개의 대대로 재편되었다. 하나는 ‘코난’이라는 별명을 가진 피에르 샤토-조베르 대위가 지휘하는 제3공수보병대대(3e Bataillon d'Infanterie de l'Air, 약칭 3e BIA), 다른 하나는 ‘외팔이’라는 별명을 가진 피에르-루이 부르구앵 소령이 지휘하는 제4공수보병대대(4e BIA)였다. 이 두 프랑스 낙하산 부대는 이후 스털링이 포로로 잡힌 후 지휘를 맡은 로디 맥레오드 장군 휘하의 SAS 여단에 통합되어, 각각 제3SAS와 제4SAS로 명명되었다.